# 1968 en santé et médecine
| Années de la santé et de la médecine : 1965 - 1966 - 1967 - 1968 - 1969 - 1970 - 1971    |
| Décennies de la santé et de la médecine : 1930 - 1940 - 1950 - 1960 - 1970 - 1980 - 1990 |

Cet article présente les faits marquants de l'année 1968 en santé et médecine.

## Événements
- 28 avril : en France, une transplantation cardiaque est tentée pour la première fois.
- 16 août : l’OMS lance une alerte pandémique mondiale (grippe de Hong Kong)[1].
- Frederick Sanger utilise du phosphore radioactif comme traceur pour déchiffrer une séquence d’acide ribonucléique (ARN) de 120 bases par chromatographie.

## Prix
- Médaille Copley : Tadeusz Reichstein (1897-1996), pour ses recherches sur la chimie de la vitamine C et sur les corticostéroïdes[2].

## Décès
- 23 juillet : Henry Hallett Dale (né en 1875), prix Nobel de physiologie ou médecine en 1936 avec Otto Loewi (1873-1961).